# مارک کاوندیش
مارک کاوندیش (اسپانیایی: Mark Cavendish‎) یک دوچرخه‌سوار اهل بریتانیا است. وی برنده رتبه دوم در پنجاه‌ویکمین مسابقات دوچرخه‌سواری تور ریاست‌جمهوری در ترکیه شد.